# 毛阔叶鳞盖蕨
毛阔叶鳞盖蕨（学名：Microlepia kurzii）为姬蕨科鳞盖蕨属下的一个种。

## 扩展阅读
- 維基物種上的相關：毛阔叶鳞盖蕨